# Kelly Wells
Kelly Wells, född 10 maj 1984 i Fulton i Illinois, är en amerikansk porrskådespelerska. Efter ha gått ut high school flyttade Kelly med en väninna till Las Vegas. Där började hon arbeta som strippa. Hon fick genom den vägen kontakt med porrindustrin och 2004 spelade hon i sin första porrfilm.
Kelly är känd för sina grövre filmer där både dubbel analsex och dubbel vaginalsex ofta ingår. Hon har medverkat i mer än 500 filmer, varav flertalet av hennes tidigaste var av och med Max Hardcore och Layla Rivera.

## Priser och nomineringar
- 2005 CAVR Award nominee – Starlet of Year
- 2006 AVN Award nominee – Best New Starlet
- 2006 AVN Award nominee – Best Group Sex Scene, Video – Orgy World 9[1]
- 2006 XRCO Award nominee – Super Slut[2]
- 2006 XRCO Award nominee – Orgasmic Analist[2]
- 2006 FAME Award finalist – Dirtiest Girl in Porn[3]
- 2006 FAME Award nominee – Rookie Starlet of the Year
- 2006 FAME Award nominee – Favorite Oral Starlet
- 2006 FAME Award nominee – Favorite Anal Starlet
- 2007 AVN Award nominee – Best Three-Way Sex Scene – Mason’s Sluts[4]
- 2007 AVN Award nominee – Best Anal Sex Scene, Video – Lick Her Ass Off My Dick
- 2007 XRCO Award nominee – Orgasmic Analist
- 2007 FAME Award nominee – Dirtiest Girl in Porn
- 2007 FAME Award nominee – Favorite Oral Starlet
- 2008 AVN Award nominee – Best Anal Sex Scene, Video – Cuckold
- 2008 AVN Award nominee – Best Group Sex Scene, Video – Naomi's Fuck Me[5]
- 2008 FAME Award nominee – Dirtiest Girl in Porn
- 2008 FAME Award nominee – Favorite Anal Starlet
- 2009 AVN Award nominee – Unsung Starlet of the Year
- 2009 AVN Award nominee – Best All-Girl Couples Sex Scene – Gape Lovers 2
- 2009 FAME Award nominee – Dirtiest Girl in Porn
- 2009 FAME Award nominee – Most Underrated Star
- 2009 FAME Award nominee – Favorite Anal Starlet
- 2010 FAME Award nominee – Dirtiest Girl in Porn
- 2010 FAME Award nominee – Most Underrated Star
- 2010 FAME Award nominee – Favorite Anal Starlet